# Rhomphaea sjostedti
Rhomphaea sjostedti là một loài nhện trong họ Theridiidae.
Loài này thuộc chi Rhomphaea. Rhomphaea sjostedti được Albert Tullgren miêu tả năm 1910.